# 德國電視
德國最早的電視節目播出是在1935年3月22日於柏林進行的，當時每個禮拜播出3次，每次90分鐘的電視節目。在2000年時，有約3650萬戶德國家庭擁有電視機，這使德國成為歐洲最大的電視市場。現在95%的德國家庭擁有至少1台電視機。德國各主要電視台都可以免費收看。1948年，在英國佔領區內開始恢復播出電視節目。之後各佔領區開始相繼恢復電視節目的播出。在蘇聯佔領區內則開始按照蘇聯制式播出電視節目。1954年，德國的一些地方電視台組建了ARD。1963年，德國第二個全國性電視網ZDF開始播出節目。和ARD不同的是，ZDF是一家全國性電視台。ARD和ZDF都是公共電視台。和其他先進國家相比，收費電視在德國佔有的市場份額相對較低。2013年時，德國收視率最高的電視台是ARD，其次則是RTL電視台和ZDF。